# Haemalea partita
Haemalea partita es un género de polillas perteneciente a la familia Geometridae, descritos por primera vez por el lepidopterólogo francés Paul Dognin en 1900. Se encuentra distribuido por Ecuador. El holotipo de la especie fue descrita en el valle de la Zamora en los alrededores del sector El Monje, al sur de la ciudad de Loja. Tiene gran parecido con la especie de la misma región, Haemalea imitans, aunque de mayor tamaño.

## Descripción
Es una polilla pequeña con una envergadura de 25 milímetros (1 plg). La cara superior de las alas es de un color roble claro, finamente sembrada con átomos marrones y blancos, los patrones marrón rojizos. La cara inferior es amarillo paja muy pálido, brillante, lavado de rosa en las superiores. En estas, el punto celular y las líneas reaparecen como por transparencia. Los flecos de las alas son rosados. Las antenas finamente ciliadas.